# Karl Sigrist
Karl Sigrist (* 17. Mai 1885 in Heslach; † 30. Dezember 1986 in Ludwigsburg) war ein deutscher Maler, Zeichner und Grafiker.

## Leben
Karl Sigrist absolvierte eine Lithographenlehre bei der Firma Levi in Stuttgart. Von 1905 bis 1907 besuchte er die Kunstgewerbeschule Pforzheim bei Adolf von Hildebrand (Zeichnen und Modellieren) und von  1908 bis 1911 die Kunstgewerbeschule Stuttgart bei Paul Lang-Kurz. Von 1912 bis Kriegsausbruch 1914 studierte er an der Akademie der bildenden Künste Stuttgart in der Zeichenklasse bei Robert Poetzelberger.
Schon während des Studiums begann er eine selbständige Arbeit als Werbegrafiker. Im Jahr 1913 nahm er am Plakatwettbewerb der Pianoforte-Fabrik Rud. Ibach Sohn teil, 1918 gewann er den zweiten Preis in dem vom Verein der Plakatfreunde ausgeschriebenen Plakatwettbewerb für die achte Kriegsanleihe. Von 1919 bis 1922 hatte Sigrist einen Lehrauftrag für Werbegraphik inne, an der von Ernst Schneidler (1882–1956) geleiteten Graphischen Abteilung der Staatlichen Kunstgewerbeschule Stuttgart.
Anfangs gestaltete Sigrist in dieser Zeit alle Arten von Drucksachen wie Plakate, Anzeigen, Werbeblätter und Prospekte, Vignetten, Exlibris. Nach dem Ersten Weltkrieg wechselte er von der Werbegrafik zur Buchgestaltung und -illustration. Seit 1919 schuf er Einbände, Plakate und Börsenblattanzeigen für die J. G. Cotta’sche Buchhandlung Nachf. in Stuttgart, z. B. im Oktober 1919 das Plakat für den dritten Band von Bismarcks Gedanken und Erinnerungen, 1924 ein Plakat und eine Börsenblatt-Anzeige für Rudolf Herzogs Roman Wieland der Schmied, außerdem Umschläge und Einbände für Bücher.
Von den 1920er bis in die 1940er Jahre war Sigrist als Buchgestalter für zahlreiche Stuttgarter Verlage tätig: außer für Cotta auch für Bonz, die Deutsche Verlags-Anstalt, den Engelhorn Verlag, Franckh, Poeschel, den Verlag J. F. Steinkopf, den Thienemann-Verlag und die Union Deutsche Verlagsgesellschaft. Er illustrierte Werke von Annette von Droste-Hülshoff (Die Judenbuche), Joseph von Eichendorff (Aus dem Leben eines Taugenichts), Eduard Mörike (Mozart auf der Reise nach Prag und Das Stuttgarter Hutzelmännlein), Adalbert Stifter (Das Heidedorf) u. a. Hinzu kamen Kalenderzeichnungen und die Illustration einer Schulfibel.
Als Maler schuf er Landschaften, figürliche Darstellungen und Porträts.

## Privates
Karl Sigrist war verheiratet mit Clara Sigrist. Ein Sohn des Ehepaares war der Mediziner Hans Heinrich Sigrist (1913–1994).

## Ausstellungen
- 1922: Graphiker-Ausstellung, München
- 1925: Karl Sigrist, Graphischer Klub, Stuttgart
- 1927: Jubiläums-Ausstellung des Württembergischen Kunstvereins, Stuttgart
- 2024: Grafik für die Diktatur, Kunstmuseum Stuttgart[3]

## Veröffentlichungen
- mit Dore Mönkemeyer: Buchschmuck. Schriftgießerei Brüder Butter, Dresden 1920